# Законодательный совет Уганды
Законодательный совет Уганды (англ. Uganda Legislative Council; LEGCO) — законодательный орган, существоваший в 1920—1962 годах в британском протекторате Уганды. Законодательный совет был предшественником парламента Уганды до обретения Угандой независимости от Великобритании. Совет был изначально небольшой и включавший только европейцев законодательный орган с ограниченными полномочиями, поскольку все важные решения исходили от британского правительства в Уайтхолле.

## Полномочия Совета
Хотя Законодательный совет действовал как своего рода парламент, важные дела, связанные с Угандой, оставались в руках британского правительства в Лондоне. Например, когда он назначил конституционный комитет, губернатор колонии ясно дал понять, что «размер и состав Совета, а также возможный размер правительства … являются вопросами, в которых особая ответственность лежит непосредственно на правительстве Её Величества и не могут быть разрешены здесь, в Уганде…». Фактически, Совет долгое время был особенным клубом, не имеющим особого значения.
Полномочия Законодательного совета были ограничены: (I) британское правительство имело право отклонять любые постановления, принятые Советом; (II) никакие постановления, принятые Советом, не могли противоречить Соглашению Буганды 1900 года; (III) все постановления, принятые Советом, требовали согласия британского колониального губернатора Уганды; (IV) Совет не имел полномочий принимать решения по конституционным вопросам, оборонной политике и иностранным делам; все эти вопросы оставались за британским правительством.

## История

### Образование Совета
Законодательный совет Уганды был создан Министерством по делам колоний в 1920 году. Первое заседание Совета состоялось 23 марта 1921 года. Его состав был небольшим, и все его члены были европейцами. В Совет входили губернатор колонии в качестве президента и 4 должностных лица, а именно: главный секретарь, генеральный прокурор, казначей и главный врач, а также 2 назначенных неофициальных лица, которые были: юрист из Кампалы Х. Х. Хантер и управляющий Восточноафриканской компании (преемница Имперской британской восточноафриканской компании) О. Х. Льюис. Намерение состояло в том, чтобы иметь 3 неофициальных члена, состоящих из одного представителя плантаторов и переработчиков, одного представителя бизнес-сообщества и одного индийца. Индийцы хотели, чтобы они были представлены в Совете равно европейцам. В этом было отказано на том основании, что, по мнению тогдашнего правительства колонии, представительство в Совете не основывалось на какой-либо общественной группе.
В 1921 году количество азиатов в Уганде составляло 5 тыс. человек, в то время как европейцев насчитывалось 1 тыс. человек. Вакантная должность для представителя Азии в Совете была временно заполнена майором А. Л. Рентоном, который не проживал в Уганде, но имел поместья в Митьяне, примерно в 48 милях к западу от Кампалы.
В период с 1921 по 1926 год неофициальные члены Совета были исключительно европейцами, так же как и четыре его официальных члена. Первый член Совета из Индии был назначен в 1926 году, а второй член — в 1933 году. Они были назначены в личном качестве. В 1946 году количество европейских и азиатских членов было увеличено до трёх.
21 марта 1921 года Секабака Дауди Чва II (король Буганды) и политический лидрер Уганды сэр Аполо Кагва написали письмо губернатору колонии, в котором ставили под сомнение полномочия Законодательного совета издавать законы в Буганде. В письме была сделана ссылка на статью 5 Угандийского соглашения 1900 года, которая, по сути, означала, что Буганда имела полное самоуправление с точки зрения местного управления, и поэтому любые законы, изданные губернатором колонии, применялись к Буганде, только если они не противоречили условиям Соглашение 1900 года.
Британское правительство, объявившее Буганду британским протекторатом 18 июня 1894 года, после миссии сэра Джеральда Портала в Уганду в качестве недавно назначенного британского специального комиссара в 1892 году, расширило протекторат. Другие части нынешней Уганды (Буньоро, Торо, Анколе и Бусога) были присоединены к Британскому протекторату два года спустя, в 1896 году, а прочие части Уганды были добавлены посредством договоров.
Первые африканские члены Законодательного совета были приняты в 1945 году. Это были: Майкл Эрнест Кавалья Каггва (Катикиро, то есть премьер-министр Буганды), Петеро Ньянгабяки (Катикиро из Буньоро) и Екония Зирабамузале (генеральный секретарь Бусога). В середине 1950-х годов количество мест для африканцев было значительно увеличено, так что к 1954 году половину Совета составляли африканцы.

### Выборы 1958 года
В январе 1958 года спикер Законодательного совета был назначен губернатором колонии. Позднее, в октябре того же года, были проведены первые прямые выборы африканских представителей. Они прошли только в 10 округах. Окончательный реестр включал 626 046 человек, из которых проголосовало 534 326 человек. Таким образом, выборы были неполными.
Состав Законодательного совета в 1958 году был следующим:
- Спикер
- Правительственные назначенные представители: все члены Исполнительного совета, 3 государственных служащих, которые были там для поддержки членов ex-officio (то есть административного секретаря, генерального солиситора и министра финансов); 3 парламентских секретаря (все африканцы) в министерствах местного самоуправления, образования и труда, торговли и промышленности; правительственная скамья, состоящая из 15 назначенных членов, включая 10 африканцев, 3 европейцев и 2 азиатов.
- Представительная сторона состояла из 12 избранных африканских членов, представляющих различные части Уганды, за исключением случая Анколе, где окружной совет фактически был коллегией выборщиков. Окружной совет Бугису отказался участвовать в выборах, поэтому 1 африканский член был назначен, а не избран. Хотя от Буганды было предусмотрено 5 избранных членов, выборы в Буганде не проводились. Правительство Буганды и Лукико советовали жителям Буганды не регистрироваться для участия в выборах. Представителя Карамоджи не было. Были выдвинуты 6 европейцев и 6 азиатов. Таким образом, у правительственной стороны было 32 члена, в то время как у представительской стороны было 30 членов, включая 5 вакантных мест, зарезервированных для Буганды.

Таким образом, правительство фактически имело большинство в 7 членов.

### Совет в переходный период
4 февраля 1959 года британский колониальный губернатор сэр Фредерик Кроуфорд учредил Конституционный комитет по самоуправлению Уганды под руководством Джона В. Уайлд. Комитет состоял из 11 африканцев, трёх европейцев (включая председателя) и двух азиатов.
Комитет должен был «рассмотреть и рекомендовать губернатору форму прямых выборов в общий список для представительных членов Законодательного совета, которые должны быть введены в 1961 году, а количество представительских мест должно быть заполнено в соответствии с вышеупомянутой системе; их распределение между различными областями протектората и метод обеспечения адекватного представительства в Законодательном совете неафриканцев».
Рекомендации Комитета были подготовлены 5 декабря 1959 года и включали: прямые выборы во всех частях Уганды без вариантов проведения непрямых выборов: избираться должны были все члены Законодательного совета.
Процесс регистрации избирателей начался в 1960 году, когда в Уганде впервые были разграничены округа. Только 3 % имеющих право голоса в Буганде участвовали в процессе, а Лукико (парламент Буганды) предупредил жителей королевства, чтобы они не участвовали в процессе регистрации.
В марте 1961 года, в Уганде прошли первые прямые выборы в Законодательный совет в соответствии с процедурами, рекомендованными комитетом Уальда. Две крупные конституционные конференции были проведены в Лондоне в октябре 1961 года и июне 1962 года. После выборов 25 апреля 1962 года, Уганда обрела независимость от Великобритании 9 октября 1962 года. Законодательный совет был заменён на Национальное собрание, первая сессия которого состоялась 10 октября 1962 года.